# 罗格 (加尔省)
罗格（法語：Rogues，法語發音：[ʁɔɡ]）是法国加尔省的一个市镇，属于勒维冈区。

## 地理
罗格（43°53'18"N, 3°34'19"E）面积30.22 平方千米，位于法国奧克西塔尼大區加尔省，该省份为法国南部沿海省份，南端濒地中海，北起顺时针与阿尔代什省、沃克吕兹省、罗讷河口省、埃罗省、阿韦龙省和洛泽尔省接壤。
与罗格接壤的市镇（或旧市镇、城区）包括：布朗达、蒙达尔迪耶、戈尔涅斯、圣让德比埃日、圣莫里斯纳瓦塞勒。

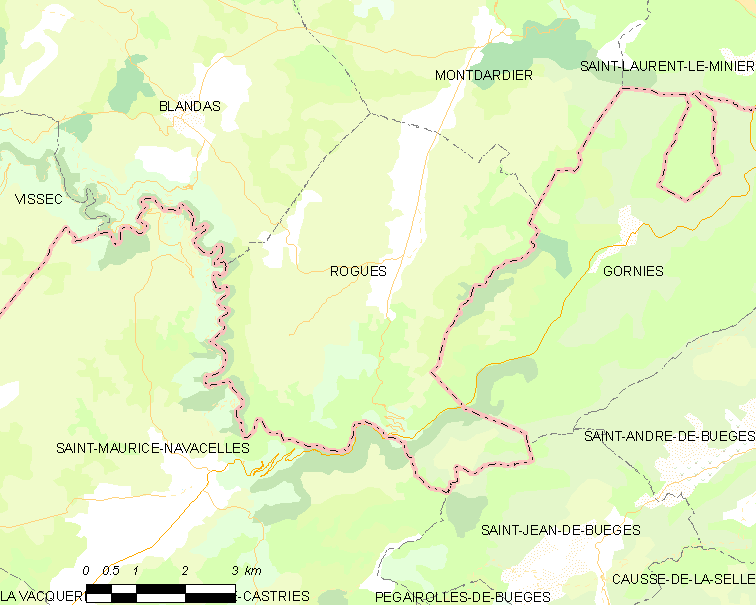
的OSM定位图

罗格的时区为UTC+01:00、UTC+02:00（夏令时）。

## 行政
罗格的邮政编码为30120，INSEE市镇编码为30219。

## 政治
罗格所属的省级选区为勒维冈县。

## 人口

1962-2008年间人口变化图示

罗格于2022年1月1日时的人口数量为91人。